# For All We Know (Erwin van Ligten)
For All We Know is een muziekalbum van Erwin van Ligten uitgebracht in 2020.
Dit album is het zesde album van Erwin van Ligten, waarop opnieuw een veelheid aan muziekstijlen zijn te horen. De begeleiding wordt verzorgd door zijn vaste studioband, waarmee hij ook optreedt.

## Muzikanten
- Willem Swikker - Hammond & keys
- Arthur Lijten - drums
- Jens Dreijer - basgitaar
- Erwin van Ligten - alle gitaren, zang en achtergrondzang

## Tracklist
| 1.                 | For All We Know     | E. van Ligten, Alessi Brothers             | 4:09 |
| 2.                 | On The Wire         | E. van Ligten, B. van der Poel             | 5:14 |
| 3.                 | Quarter Of A Man    | D. Lindley                                 | 3:50 |
| 4.                 | Homburg             | G. Brooker                                 | 4:33 |
| 5.                 | Beautiful Java      | H.Koster                                   | 4:33 |
| 6.                 | Don't Fight With Me | E. van Ligten, G.Waddy                     | 6:16 |
| 7.                 | These Days          | J. Browne                                  | 4:31 |
| 8.                 | Reflections         | E. van Ligten                              | 3:23 |
| 9.                 | Hearts Are Broken   | E. van Ligten, W. Swikker, Alessi Brothers | 3:29 |
| 10.                | Solitaire           | E. van Ligten, Alessi Brothers             | 3:26 |
| 11.                | Glasgow Blues       | E. van Ligten                              | 3:22 |
| 12.                | People Just Like Me | E. van Ligten, Alessi Brothers             | 1:20 |
| Totale duur: 48:44 |                     |                                            |      |